# Banksia prolata
Banksia prolata är en tvåhjärtbladig växtart. Banksia prolata ingår i släktet Banksia och familjen Proteaceae.

## Underarter
Arten delas in i följande underarter:
- B. p. archeos
- B. p. calcicola
- B. p. prolata